# راشن ستريلدز
راشن ستريلدز (بالأوكرانية: Руслан Олександрович Стрілець)‏ (ولد في 30 يونيو 1984) سياسي أوكراني، يشغل منصب وزير حماية البيئة والموارد الطبيعية في أوكرانيا منذ 14 أبريل 2022.